# Rinsi
Koordinaten: 58° 37′ N, 23° 11′ O
Rinsi (deutsch Grabbenhof) ist ein Dorf (estnisch küla) auf der drittgrößten estnischen Insel Muhu. Es gehört zur gleichnamigen Landgemeinde (Muhu vald) im Kreis Saare (Saare maakond).
Der Ort hat 20 Einwohner (Stand 31. Dezember 2011). Er liegt nahe der Nordwest-Küste der Insel.

## Orthodoxe Kirche
Im Dorf befindet sich eine der beiden orthodoxen Kirchen der Insel Muhu. Sie wurde zwischen 1871 und 1873 errichtet, als im Zeichen der Russifizierung Estlands und Livlands mehr als zwei Drittel der Einwohner Muhus vom evangelisch-lutherischen Glauben zur Orthodoxie konvertierten.
Die Kirche ist der Ikone der Gottesmutter von Kasan geweiht. Die Kreuzkuppelkirche entstand als Typenprojekt des in Hamburg geborenen und in Riga tätigen Architekten Heinrich Carl Scheel (1829–1909).
In der Kirche befinden sich einige Ikonen, die der aus Muhu stammende spätere Erzbischof der orthodoxen Kirche Finnlands Hermann Aav (1878–1961) gemalt hat. An ihn erinnert eine Gedenktafel.
Das Gotteshaus untersteht heute der Estnischen Apostolisch-Orthodoxen Kirche.

## Persönlichkeiten
- Nikolai Kann (1873–1948), Pädagoge und Bildungspolitiker